# Arthur Augustus Zimmerman

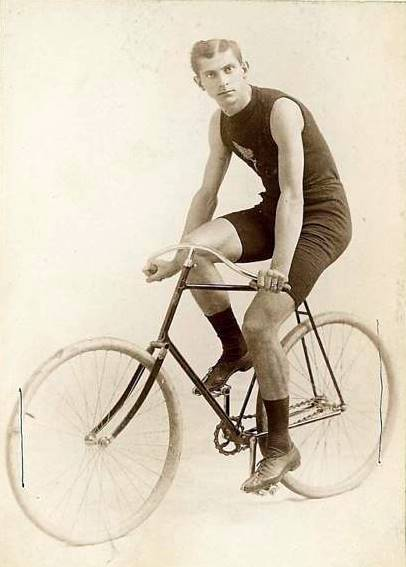
Arthur Augustus Zimmerman.

Arthur Augustus Zimmerman, född 11 juni 1869 i Camden, New Jersey, död 22 oktober 1936 i Atlanta, var en amerikansk bancyklist.
Zimmerman vann 1893 i Chicago det första världsmästerskapet i sprint och 10 km scratch för amatörer, varefter han blev professionell och vann även den amerikanska mästartiteln i sprint för professionella 1894. Han gjorde ett par stora turnéer i Europa och anses ha varit den förste store sprintercyklisten.